# Факултет политичких наука Универзитета у Београду
Факултет политичких наука (скраћено ФПН) је високошколска установа Универзитета у Београду. Усредсређује се на области политичких наука, међународних односа, новинарства и студија комуникација, социјалне политике и социјалног рада. Основан је 1968. као први факултет овог типа у бившој Југославији.
Зграда ФПН, изграђена у бруталистичком стилу, налази се у урбаном насељу Вождовац, у близини Факултета организационих наука. ФПН нуди основне, мастер и докторске академске студије, као и програме напредног стручног усавршавања.

## Историја
Претече факултета политичких наука су Висока новинарско-дипломатска школа или Новинарска и дипломатска висока школа основана 1948 године, а укинута 1952. „због хиперпродукције кадрова новинарског и дипломатског”, студенти су имали рок да дипломирају до јануара 1953, и Висока школа политичких наука која је основана 1960, а из које је претекла у данашњи облик.
Иако је паралелно постојала виша партијска школа „Ђуро Ђаковић” и Висока новинарско-дипломатска школа, биле су им две одвојене функције. Виша партијска школа „Ђуро Ђаковић” је имала сврху образовања партијског кадра тадашње КПЈ, и касније Савеза комуниста, и њиховог напредовања у партији, док је Висока новинарско-дипломатска школа имала за сврху образовање професионалаца у сфери новинарства и дипломатских односа. Исти је случај био са каснијом школом у Кумровцу и наследницама Високе новинарско-дипломатске школе.
Упис у Високу школу политичких наука је био затворен, односно могли су је само уписивати људи из тадашњег Савеза комуниста, Савеза радничког народа, Савезног синдиката и савезних и републичких државних органа и институција са најмање пет година искуства на руководећим функцијама у тим организацијама.
Прву генерацију Високе школе политичких наука је чинило осамдесет људи који су положили пријемни испит, али нису ни то сви успели иако су били добро позиционирани у партији.
Велика реформа Високе школе политичких наука се одвила 1966—1967. године када је одлучено да је могу уписати сви који су завршили средњу школу и повећан је број студената са осамдесет на триста. Ова одлука је донесена ради прикључивања Високе школе Универзитету у Београду. Када је 12. новембра 1968. Висока школа прерасла у Факултет политичких наука, генерације уписане у академским годинама 1966—1967. и 1967—1968. су постале нулте генерације.

## Смерови
Од 1966—1967. до 1972—1973. на Факултету су била три смера: Друштвено–политички (у периоду од 1974—1975. до 1989—1990 политичко–организациони смер), новинарски (од 1990—1991. новинарство и информисање, а од 1993—1994. смер за новинарство и информисање) и међународно–политички (који је касније преименован у међународни смер од 1993—1994). Прве две године су биле заједничке за сва три смера, да би се на трећој години одабрали за један од три наведена смера.
Два пута су додавани смерови, први пут 1973—1974. смер за социјални рад и социјалну политику, услед компромиса са Универзитетом, а други пут 1974—1975. смер за наставу друштвених наука који је преименован 1976—1977. у смер за наставу марксизма и самоуправљања да би био укинут од академске 1990—1991 године. Принцип је остао исти, па су прве две године биле заједничке, а на трећој је биран смер.
План и програм је више пута био мењан, неки предмети су добили нова имена, неки су избачени, а нови убачени. Од 2008—2009. се почео примењивати Болоњски процес, сходно одлуци Владе Републике Србије тако да су неки предмети постали једносеместрални који су до тада били двосеместрални. Смерови су тада добили своје нове називе: некадашњи политиколошки смер добио је назив студије политикологије, међународни смер преименован је у студије међународне политике, новинарско–комуниколошки у студије новинарства, а социјални смер у студије социјалне политике и социјалног рада.
Данас Факултет политичких наука Универзитета у Београду има четири одељења:
- Политиколошко одељење
- Одељење за међународне студије
- Одељење за новинарство и комуникологију
- Одељење за социјалну политику и социјални рад

У поменутим одељењима се студије одвијају на три нивоа:
- основне академске
- мастер академске и
- докторске академске

По акредитацији из 2022. године, смерови на основним студијима су:
- Политиколошке студије
- Студије социјалне политике и социјалног рада
- Студије новинарства
- Међународне студије (студенти у четвртој години бирају између два модула Међународна политика и Европске студије)

На мастер студијама се образује кадар за области политикологије, међународних студија, новинарства и комуникологије, социјалне политике и социјалног рада, државне управе и локалне самоуправе, јавне управе, безбедности и балканолошких студија.
На факултету се одвијају развојна и примењена истраживања, специјализовани иновативни курсеви, тренинзи и радионице. Имају развијену издавачку делатност и располажу великим библиотечким и документационим фондом. Студентима и наставницима су на располагању услуге добро опремљеног медијског и компјутерског центра.

## Конкурентски факултети у бившој Југославији
Факултети који изучавају политикологију су Факултет за социјални рад у Љубљани (на том факултету од 1961. године постоји одсек за политикологију), Факултет политичких знаности у Загребу (основан 1962. године) и Факултет политичких наука у Сарајеву (основан 1961. године). У Подгорици се прво отворио Одсек за политичке науке при Правном факултету 2003. године, а одвојио се 3. маја 2006. и постао Факултет политичких наука.

## Студентске организације
Факултет политичких наука је један од факултета Универзитета у Београду који има доста активних студентских организација, неке од њих су активне у политичком смислу и кандидују своје чланове за представнике студената у Студентском парламенту Факултета политичких наука, као и за представнике Факултета политичких наука у Студентском парламенту Универзитета у Београду.
- АПЕМ — Акција за политичку еманципацију младих
- ДК — Дебатни клуб Факултета политичких наука
- ДФ — Дипломатски форум Факултета политичких наука
- ЕСФ — Европски студентски форум
- КСФПН — Клуб студената Факултета политичких наука
- ПЛУС — Лаократско удружење студената
- СПФ — Српски политички форум
- СУФПН — Студентска унија Факултета политичких наука
- ТИМ — Тимска иницијатива младих
- УН — Клуб за Уједињене нације
- УССР — Унија студената социјалног рада

## Управа
Управу факултета чине:
- Декан: проф. др Дарко Надић (вршилац дужности до краја 2024. године)[7]
- Продекан за студије првог степена високог образовања:
- Продекан за студије другог и трећег степена високог образовања:
- Продекан за научноистраживачку делатност:
- Продекан за развој:
- Студент продекан: Андријана Миливојевић
- Председник Савета Факултета: проф. др Часлав Копривица

## Познати професори и бивши студенти
- проф. др Драган Р. Симић, бивши декан
- Предраг Симић, бивши амбасадор у Паризу, бивши професор
- Жарко Обрадовић, бивши министар просвете
- Ивица Дачић, бивши председник Владе, бивши министар унутрашњих послова, актуелни председник Народне скупштине
- Цвијетин Миливојевић, новинар и политиколог
- Милован Дрецун, новинар, војнополитички аналитичар и политичар
- Љубисав Марковић, некадашњи декан
- Драган Симеуновић
- Драгослав Кочовић
- Рајко Петровић
- Драган Марковић
- Перка Виторовић
- Живорад Ковачевић, амбасадор СФРЈ у САД у периоду од 1987. до 1989. године
- Сава Живанов, професор на Факултету политичких наука
- Небојша Поповић, кошаркашки играч, тренер, репрезентативац Југославије и дугогодишњи функционер у кошаркашком спорту
- Војислав Мићовић, бивши помоћник министра за културу, републички министар за информације и члан Извршног већа Србије
- Миломир Марић, новинар
- Љубиша С. Адамовић, редовни професор Економског факултета Универзитета у Београду
- Јадранка Јоксимовић, бивша министарка за европске интеграције и министарка без портфеља задужена за европске интеграције
- Воја Чолановић, новинар и први уредник Научног програма Телевизије Београд
- Анте Илић, бивши амбасадор у Венецуели
- Радивој Давидовић Кепа, професор Економског факултета и бивши професор Високе новинарско-дипломатске школе
- Матеја Матевски, македонски преводилац
- Жени Лебл, политикина новинарка
- Бошко Обрадовић, бивши председник Српског покрета Двери и бивши народни посланик
- Милица Ђурђевић Стаменковски, председница Српске странке Заветници
- Марко Ђурић, амбасадор Србије у САД, бивши директор Канцеларије за Косово и Метохију.
- Најдан Пашић, директор Института друштвених наука
- Милојко Пантић, спортски новинар
- Стефан Сурлић, доцент на ФПНу